# تجارة الطاقة المتجددة

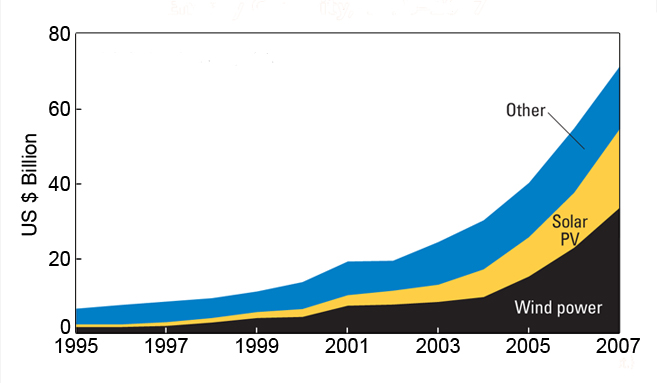
تزايد الاستثمار العالمي في الطاقات المتجددة في الفترة (1995-2007) (1995–2007)

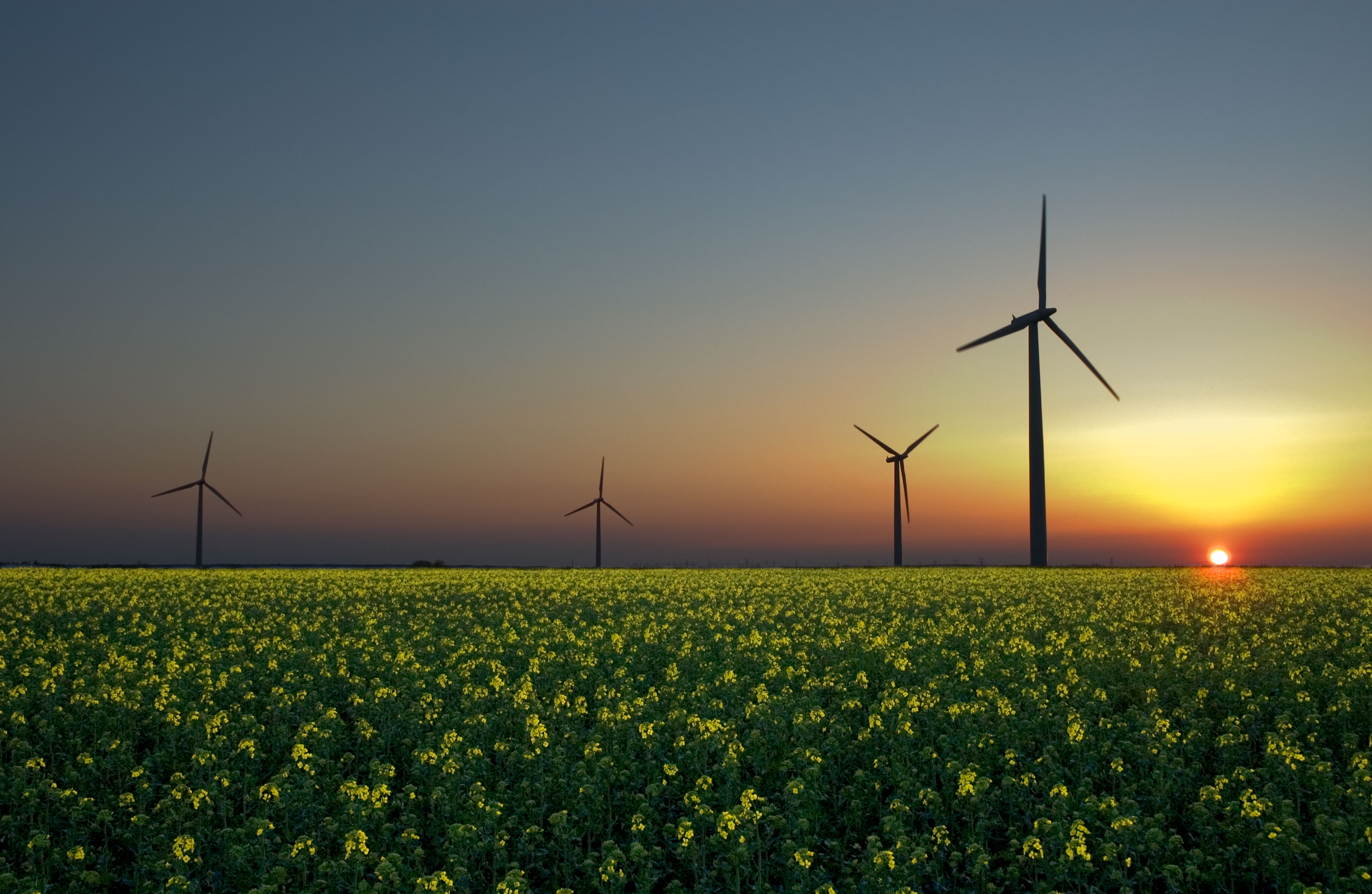
طاقة الرياح والكتلة الحيوية والطاقة الشمسية هي ثلاث مصادر متجددة للطاقة.

تجارة الطاقة المتجددة هي نوع الأعمال التي تتدخل في تحويل الطاقات المتجددة إلى مصادر للدخل والترويج لها. ظهرت أوائل تقنيات الطاقة المتجددة مثل الكتلة الحيوية، الطاقة الكهرمائية، الطاقة الحرارة الأرضية، أما الجيل الثاني فيشمل الطاقة الشمسية، طاقة الرياح، والطاقة الحيوية، أما الجيل الثالث فيشمل الأبحاث في مجال توليد الطاقة من طاقة الأمواج، تسخين وتبريد الصخور.
على الرغم من وجود الكثير من العوائق غير اللاتقنية التي تمنع انتشار الطاقات المتجددة بشكل واسع مثل كلفة الاستثمارات العالية البدائية وغيرها إلا أن ما يقارب 65 دولة تخطط للاستثمار في الطاقات المتجددة، وعملت على وضع السياسات اللازمة لتطوير وتشجيع الاستثمار في الطاقات المتجددة.
من أهم العوامل المحركة التي تدفع على التوجه إلى صناعة الطاقات المتجددة هي ظاهر الاحترار العالمي والتشجيع على ضخ رؤوس الأموال في استثمارات الطاقة المتجددة التي وصلت إلى حوالي 77 مليار دولار أمريكي عام 2007.
تجارة الطاقة المتجددة

## خلفية

### الدوافع وراء اعتماد المصادر المتجددة
يُعتبر التغير المناخي، والتلوث، وانعدام أمن الطاقة مشاكل مهمة، ويتطلب التعامل معها تغييرات رئيسية في البنى التحتية للطاقة. تُعتبر تقنيات الطاقة المتجددة من العوامل الرئيسية المساهمة في محفظة إمدادات الطاقة، إذ أنها تساهم في أمن الطاقة العالمي، وتقلل الاعتماد على الوقود الأحفوري، وتتيح الفرص للتخفيف من انبعاث الغازات الدفيئة. يُستبدل الوقود الأحفوري المضر بالمناخ بمصدر طاقة نظيف، ومساعد على توازن المناخ، وغير قابل للنفاد: ...إذ أن الانتقال من استخدام الفحم، والنفط، والغاز إلى استخدام طاقة الرياح، والطاقة الشمسية والحرارية الجوفية قيد التنفيذ. في الاقتصاد القديم، كان إنتاج الطاقة يتم عن طريق حرق مادة ما -كالنفط، أو الفحم، أو الغاز الطبيعي- ما يؤدي إلى انبعاث غاز الكربون الذي أدى إلى تحديد الاقتصاد. يستخدم اقتصاد الطاقة الجديدة طاقة الرياح، والشمس، والحرارة الموجودة في جوف الأرض.
يوجد تأييد قوي للعديد من الطرق التي تتناول مشكلة إمدادات الطاقة في استبيانات الرأي العام العالمي. تتضمن تلك الطرق الترويج للمصادر المتجددة مثل الطاقة الشمسية وطاقة الرياح، وفرض استخدام كمية أكبر من الطاقة المتجددة في الخدمات، وتقديم محفزات ضريبية للتشجيع على تطوير واستخدام تلك التقنيات. من المتوقع أن تترك استثمارات الطاقة المتجددة أثرًا إيجابيًا على الاقتصاد على المدى الطويل.
أظهرت دول أعضاء في الاتحاد الأوروبي دعمها لأهداف الطاقة المتجددة الكبيرة. عام 2010، أجرت سلسلة يوروباروميتر للدراسات الاستقصائية استبيانًا شمل الدول الأعضاء في الاتحاد الأوروبي والبالغ عددها 27 دولة حول هدف «زيادة حصة الاتحاد الأوروبي من الطاقة المتجددة بنسبة 20% بحلول عام 2020». وافق معظم الأشخاص في الدول السبعة والعشرين على الهدف أو شجعوا على استمراره. في الاتحاد الأوروبي، اعتقد 57% من الأعضاء في الاتحاد الأوروبي أن الهدف المطروح «صحيح»، بينما اعتقد 16% منهم أنه هدف «متواضع جدًا». بينما قال 19% أنه هدف «طموح جدًا».

مع حلول عام 2011، ظهر دليل جديد على وجود مخاطر كبيرة مرتبطة بمصادر الطاقة التقليدية، وأن هناك حاجة لإجراء تغييرات رئيسية على مزيج التقنيات المتعلقة بالطاقة:
أكدت عدة حوادث مأساوية في مجال استخراج المعادن على مستوى العالم الخطر المحدق بالبشر في سلسلة إمداد الفحم. تؤكد مبادرات جديدة لوكالة حماية البيئة الأمريكية تستهدف تلوث الهواء، ورماد الفحم، والانبعاثات من الفضلات التأثيرات البيئية للفحم وتكلفة التعامل معها بتقنيات التحكم. يخضع استخدام تقنية التصديع المائي عند استكشاف الغاز الطبيعي للفحص الدقيق، بسبب وجود دليل على تلويث المياه الجوفية وانبعاث الغازات الدفيئة. تتزايد المخاوف المتعلقة بالكميات الكبيرة من المياه المستخدمة في محطات توليد الطاقة التي تعمل بالفحم والطاقة النووية، خصوصًا في المناطق التي تعاني نقصًا في المياه. جددت أحداث، مثل كارثة فوكوشيما، الشكوك المتعلقة بالقدرة على تشغيل أعداد كبيرة من المنشآت النووية على المدى الطويل. بالإضافة إلى استمرار ارتفاع تكلفة بناء وحدات نووية «من الجيل التالي»، ولا يرغب المقرضون في تمويل هذه المنشآت دون تقديم ضمانات من قبل دافعي الضرائب.
تفيد تقارير الوضع العالمي لشبكة سياسات الطاقة المتجددة في القرن الواحد والعشرين أن الطاقة المتجددة لم تعد عبارة عن مصادر للطاقة فقط، بل تشكّل طرقًا لمعالجة المشاكل الاجتماعية، والسياسية، والاقتصادية، والبيئية.
لا تُعتبر الطاقة المتجددة اليوم مصدرًا للطاقة فقط، بل هي طريقة لتلبية احتياجات ملحة أخرى أيضًا، من بينها: تحسين أمن الطاقة، وتقليل الآثار الصحية والبيئية المرتبطة بالطاقة الأحفورية والنووية، والتقليل من انبعاثات الغازات الدفيئة، وتحسين الفرص التعليمية، وخلق فرص العمل، والحد من الفقر، وتعزيز المساواة بين الجنسين.

## عوائق غير تقنية تحد من قبولها
طُورت العديد من أسواق، ومنشآت، وسياسات الطاقة لدعم إنتاج واستخدام الوقود الأحفوري. من الممكن أن تقدم تقنيات أحدث وأنظف فوائد اجتماعية وبيئية، لكن عادة ما يرفض مشغلو المنشآت المصادر المتجددة لأنهم مُدرَّبون على التفكير في ما يخص منشآت الطاقة الكبيرة والمألوفة. عادة ما يتجاهل المستهلكون أنظمة الطاقة المتجددة لأنهم لا يُمنَحون أسعارًا دقيقة حول استهلاكها للكهرباء. من الممكن أن يضر تحريف السوق العالمية (مثل الإعانات)، وتحريف السوق غير المتعمد (مثل الحوافز المجزأة) بالطاقة المتجددة. ناقش بينجامي كي. سوفاكول فكرة أن «بعض أكثر العوائق الخفية والقوية التي تواجه الطاقة المتجددة وكفاءة الطاقة في الولايات المتحدة هي عوائق ثقافية ومؤسساتية وليست هندسية أو علمية».
تُعتبر العواقب التي تقف في طريق الانتشار الواسع لتجارة تقنيات الطاقة المتجددة عوائق سياسية وليست تقنية، وأُجريت العديد من الدراسات التي حددت نطاق «العوائق غير التقنية» لاستخدام الطاقة المتجددة. هذه العوائق عبارة عن مصاعب تجعل الطاقة المتجددة غير ملائمة للتسويق، والمؤسسات، والسياسة المرتبطة بأشكال أخرى من الطاقة. تتضمن بعض العوائق الرئيسية:
- صعوبة في التغلب على أنظمة الطاقة المُنشأة، التي تتضمن صعوبة في تقديم أنظمة طاقة متطورة، خصوصًا أنظمة التوليد في الموقع مثل الألواح الضوئية، والحصر التقني، والأسواق الكهربائية المصممة لمنشآت الطاقة المركزية، وتحكم المشغلين في السوق، وكما يوضح تقرير ستيرن حول اقتصاديات التغير المناخي:

«عادة ما تُصمم الشبكات الكهربائية الوطنية لتشغيل منشآت الطاقة المركزية وبالتالي هناك تفضيل لأدائها. من الممكن أن تواجه التقنيات التي لا تناسب هذه الشبكات بسهولة صعوبات في دخول السوق، حتى إن كانت التقنيات بنفسها قابلة للتطبيق من الناحية التجارية. ينطبق هذا على الجيل الموزع لأن معظم الشبكات الكهربائية لا يلائمها تلقي الكهرباء من مصادر متعددة صغيرة. من الممكن أن تواجه مصادر الطاقة المتجددة واسعة النطاق مشاكل في حال وضعها في مناطق بعيدة عن الشبكات الكهربائية الموجودة».
- الافتقار إلى السياسة الحكومية الداعمة التي تتضمن نقصًا في السياسات والتعليمات الداعمة لنشر تقنيات الطاقة المتجددة، ووجود سياسات ولوائح تعيق تطوير الطاقة المتجددة وتدعم تطوير الطاقة التقليدية. على سبيل المثال، الإعانات الحكومية للوقود الأحفوري، عد كفاية حوافز الطاقة المتجددة المعتمدة على المستهلك، والتأمين الحكومي لحوادث المنشآت النووية، وعمليات تقسيم المناطق المعقدة والسماح بإجراء عمليات الطاقة المتجددة.
- الافتقار إلى نشر المعلومات ونقص الوعي لدى المستهلك.
- التكلفة المرتفعة لتقنيات الطاقة المتجددة بالمقارنة مع تقنيات الطاقة التقليدية.
- خيارات تمويل مشاريع الطاقة المتجددة غير الكافية، من بينها الفرص غير الكافية للحصول على تمويل بأسعار معقولة لمطوري المشاريع، وروّاد الأعمال، والمستهلكين.
- الأسواق الرأسمالية غير الكاملة،[24] التي تتضمن فشلًا في استيعاب جميع تكاليف الطاقة التقليدية (على سبيل المثال، تأثيرات تلوث الهواء، وخطورة توقف الإمدادات) والفشل في استيعاب كل فوائد الطاقة المتجددة (على سبيل المثال، هواء أنظف، وأمن طاقي).
- عدم كفاءة مهارات وتدريبات القوى العاملة، ومن ضمنها نقص المهارات العلمية، والتقنية، والتصنيعية المطلوبة لإنتاج الطاقة المتجددة، والافتقار لخدمات التركيب والصيانة والمراقبة الموثوقة، وفشل النظام التعليمي في تقديم تدريب ملائم في مجال التقنيات الحديثة.
- الافتقار إلى أكواد ومعايير، وربط المرافق، وإرشادات قياس صافي كافية.
- الافتقار إلى الوعي العام بفوائد نظام الطاقة المتجددة.
- عدم مشاركة أصحاب المصالح وأفراد المجتمع وعدم تعاونهم في الخيارات المتعلقة بالطاقة ومشاريع الطاقة المتجددة.